# Guajbazaur
Guajbazaur (Guaibasaurus candelariensis) – dinozaur gadziomiedniczny żyjący w okresie późnego triasu (ok. 225 mln lat temu) na terenach Ameryki Południowej. Długość ciała ok. 2 m, wysokość ok. 60 cm, masa ok. 15-20 kg. Jego szczątki znaleziono w Brazylii (w stanie Rio Grande do Sul).

## Klasyfikacja
W 1999 roku autorzy opisu dinozaura utworzyli nową rodzinę - Guaibasauridae, do której początkowo zaliczono jedynie guajbazaura. Jednak relacje z innymi dinozaurami gadziomiednicznymi były niejasne. 
W 2007 roku, po opisaniu nowego osobnika porównanie budowy dinozaura, a co za tym idzie także ustalenie jego pozycji stało się łatwiejsze. Uznano, że Guaibasaurus jest prymitywniejszy od Herrerasauridae w budowie kręgów, miednicy, kości udowej, kości stępu i stopy. Ponadto, wykazuje on cechy zarówno zauropodomorfów, jak i teropodów, co sugeruje, że guajbazaur nie należy do żadnej z tych grup dinozaurów i jest bazalnym przedstawicielem Saurischia. Nowe dane ujawnione w związku z opisaniem szczątków drugiego guajbazaura, wykazały duże podobieństwo do rodzaju Saturnalia, która to jest uważana za najprymitywniejszego przedstawiciela zauropodomorfów. Pomimo nieprzeprowadzenia analiz filogenetycznych ani zdefiniowania kladu Guaibasauridae postanowiono włączyć saturnalię do tej rodziny. Według niektórych badaczy, znaleziony w Anglii agnosfityz (który jednak może okazać się chimerą) także powinien należeć do Guaibasauridae. José Bonaparte i inni w tej samej pracy uznali, że "guajbazaurydy" mają więcej cech teropodów. Mimo tego, nie zaklasyfikowali oni tej rodziny do teropodów, lecz uznali, że Guaibasauridae są bazalnymi dinozaurami gadziomiednicznymi oraz że przodkowie Theropoda i Sauropodomorpha mieli więcej cech tych pierwszych. Inne teorie lokują rodzaj Guaibasaurus blisko herrerazaurydów lub w obrębie teropodów.

## Materiał kopalny
Znane są szczątki dwóch osobników. Holotyp (MCN-PV 2355) to 5 niekompletnych trzonów kręgów grzbietowych, 3 niekompletne piersiowe łuki nerwowe, 5 niekompletnych żeber, 2 niekompletne trzony kręgów krzyżowych, 10 kręgów ogonowych, szewrony, niekompletne: łopatka, kość krucza, kość biodrowa, kość kulszowa, kości ramienne, kompletne kości łonowe, niekompletne kości udowe, kości piszczelowe, kości strzałkowe, kość skokowa i kości stopy. 
Drugi osobnik jest bardziej kompletny, zawiera między innymi czaszkę.